# 高楯城
高楯城（たかだてじょう）は、山形県上山市の虚空蔵王にあった日本の城（山城）。別名亀ヶ岡城。

## 概要
羽州探題として出羽に入部した斯波兼頼のひ孫である斯波満長（上山氏の初代）が上山に分封され、応永年間の西暦1406年頃、標高356mの虚空蔵王に築いた山城。置賜盆地に勢を張っていた伊達家に備える目的で築城。
主郭は山頂にあり、おおむね北半分に曲輪と空堀が設けられている。主郭から西へ伸びた尾根には白土平と呼ばれる平地があり、ここに二の丸があった。西側に空堀があって先端部分に「タコツボ」と呼ばれる直線に並んだ穴が空いている。
高楯城は、歴史的に最上家・伊逹家・上杉家の領地との境目に位置してきた。そのため、領地をめぐる攻防がたびたび繰り返されてきた。

## 歴史
- 1406年頃（応永13年頃） - 天童満長（斯波満長・里見満長・武衛満長）が築城。[1]
- 1514年（永正11年） - 城主里見義房（上山義房）の時代に、伊逹稙宗の軍勢により高楯城が奪われる。伊達家は重将であった小梁川貞範や小梁川親朝に高楯城や長谷堂城を管理させた。[4]
- 1515年（永正12年） - 最上義定と伊達稙宗が和睦。伊達家は最上家に高楯城を返還した。伊達家の意見により、上山義房（里見義房）が再び城主となった。
- 1520年（永正17年） - 上山義房は最上家の内紛を利用して最上宗家に反逆するとともに、親伊逹派の山形・中野・東根の三家に向かって戦いを挑むも、義房の行動に激怒した伊逹稙宗の軍勢により敗戦し、再度高楯城が奪われ、再び小梁川家が城主となった。小梁川家は、最上家の攻撃に備えた守りの城に大改修をした。しかしその際、上山の人民を動員し、男女を問わず連日の苦役を命じたことや、私有財産を没収するなどの悪政を行ったことから、人々に憎しみを与えた。[5]
- 1535年（天文4年） - 里見義房の子である武衛義忠（上山義忠）が小梁川家から高楯城を奪還。その後、義忠は月岡天神森に上山城を築城。高楯城には、番兵（警備兵）を置いた。なお、悪政をおこなった小梁川家が攻め滅ぼされた際には、領民は非常に喜び福田餅をついて祝った。その風習が一部残り、滅ぼされて良い気味だという意味で9月13日の餅が「よつきび餅（良い気味餅）」と呼ばれていた。[5]
- 1574年（天正2年） - 天正最上の乱発生。上山満兼が伊達家に降伏（諸説あり）。
- 1600年（慶長5年） - 慶長出羽合戦の際に、最上家（武衛家）の拠点の一つとして活用されたと言われる。

## 歴代城主
- 斯波満長（斯波家・武衛家・最上家・上山家）
- 小梁川親朝（伊達家家臣）

## 所在地・アクセス
- 所在地 - 上山市の山岳「虚空蔵王」の頂上付近とその周辺
- アクセス - 国道458号線と山形県道104号線の交差点(荒町川の南)の少し南側に国道に架かる陸橋がある。この陸橋を西へと進んで行くと虚空蔵山の登山口があり、入口に駐車可能である。